# DKV
|  | Per a altres significats, vegeu «DKV Joventut». |

DKV Seguros és una companyia d'assegurances de salut filial a Espanya de la multinacional ERGO Insurance Group. Segons la mateixa empresa el 2011 tenia un volum de facturació de 625 milions d'euros.

## Patrocinis i mecenatges
Com moltes altres organitzacions privades desenvolupen activitats més enllà de la producció de béns i serveis per a l'obtenció de beneficis en el marc del que s'ha vingut a anomenar la responsabilitat social corporativa. En aquest sentit DKV creà la fundació Integralia per a la integració social de persones amb discapacitat.
Amb motiu de l'obertura de l'Hospital de Dénia-Marina Salut de València, es va començar a gestar un projecte que pretenia apropar l'art a la ciutadania en aquest centre de salut. La col·lecció d'art inclou noms d'artistes com Sergio Barrera, Juan Olivares, Ramon Roig, Carolina Ferrer, Ximo Amigó o María Zárraga. La col·lecció -encara en formació- es nodreix d'obres d'artistes espanyols al voltant dels 40 anys, amb pes específic en artistes del País Valencià.
L'empresa també és responsable de la creació de la Càtedra de Salut amb la Facultat de Belles Arts de la Universitat Politècnica de València, el concurs FreshArt i FreshArt Kids i del programa Artèria.